# Brewster, Ohio
Brewster là một làng thuộc quận Stark, tiểu bang Ohio, Hoa Kỳ. Năm 2010, dân số của làng này là 2112 người.

## Dân số
- Dân số năm 2000: 2324 người.
- Dân số năm 2010: 2112 người.